# Hitzacker
Hitzacker település Németországban, azon belül Alsó-Szászország tartományban. Lakosainak száma 5126 fő (2023. december 31.).

## Népesség
A település népességének változása:
| Lakosok száma | 4896 | 4904 | 4921 | 4901 | 4951 | 5020 | 5107 | 5126 |
|               | 2013 | 2015 | 2016 | 2017 | 2019 | 2021 | 2022 | 2023 |